# Église Saint-Pierre de Notting Hill
L’église Saint-Pierre (anglais : St Peter's Church) est une église anglicane victorienne située à Kensington Park Road, dans le quartier de Notting Hill, à Londres. Conçue dans le style classique par l'architecte Thomas Allom, les travaux ont commencé en 1855 et se sont achevés en 1857. 

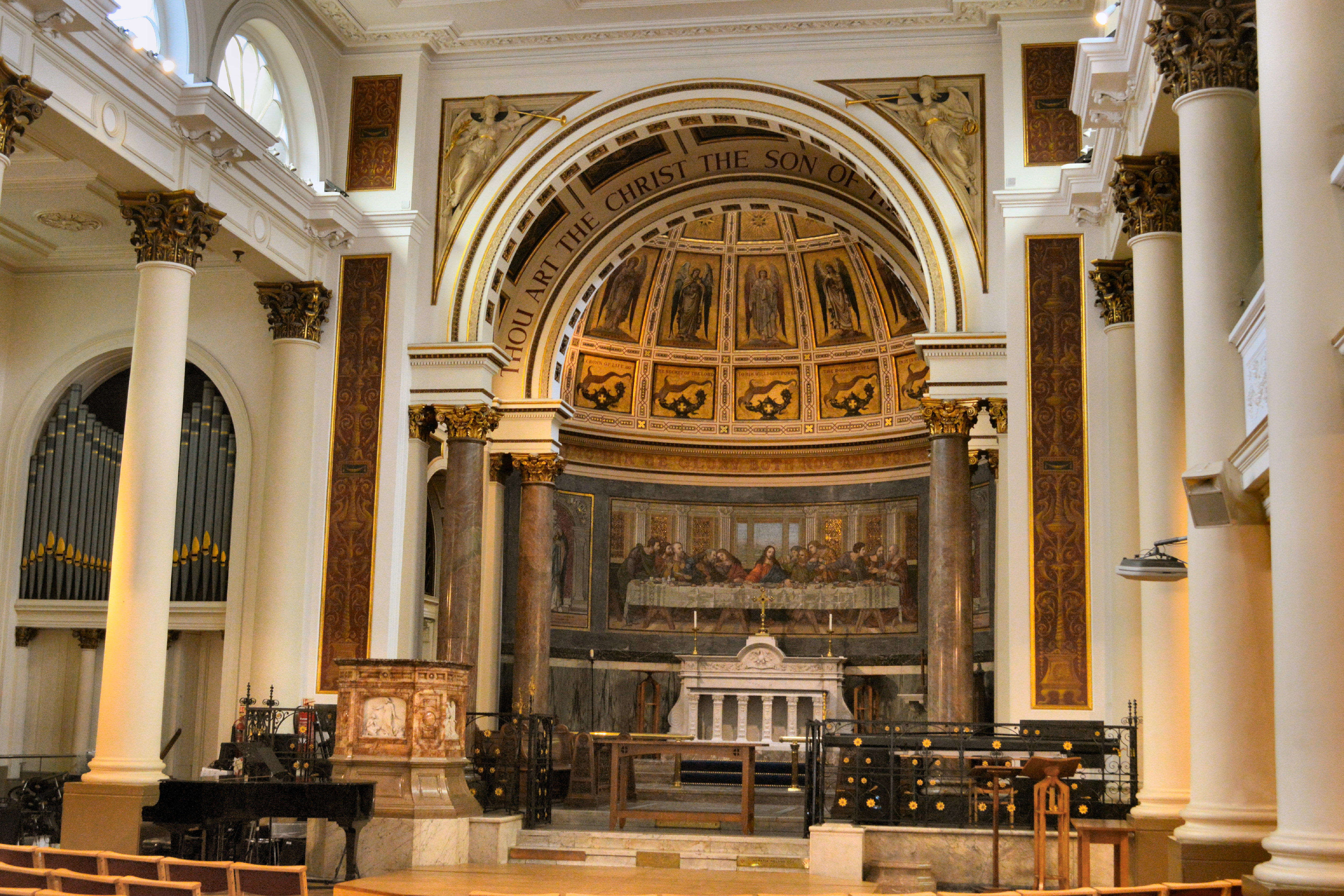
Intérieur.

L'église est d'une qualité architecturale remarquable et est classé Grade II*. L'intérieur du bâtiment est très élaboré, avec de nombreux piliers dotés de chapiteaux dorés .

## Édifice aujourd'hui
En 1982, les paroisses Saint-Jean et Saint-Pierre ont été liées par la nomination d'un seul vicaire, et en 1986, les paroisses sont devenues la paroisse unie de Saint-Pierre-et-Saint-Jean. Cependant, le 1er janvier 2003, les deux paroisses se sont à nouveau séparées, bien qu'elles continuent de faire partie d'un ministère de groupe.
L'église est utilisée pour les concerts de midi de Notting Hill.